# 맘스트롬 공군기지
맘스트롬 공군기지(Malmstrom Air Force Base)는 미국 몬태나주에 위치한 공군기지이다. 미국 공군지구권타격사령부 산하 제20공군 소속의 제341 미사일 비행단이 주둔해 있다. 제20공군은 미국의 ICBM을 운용하는 부대로서, 3개의 공군기지에 ICBM 450발이 배치되어 있다.

## 역사

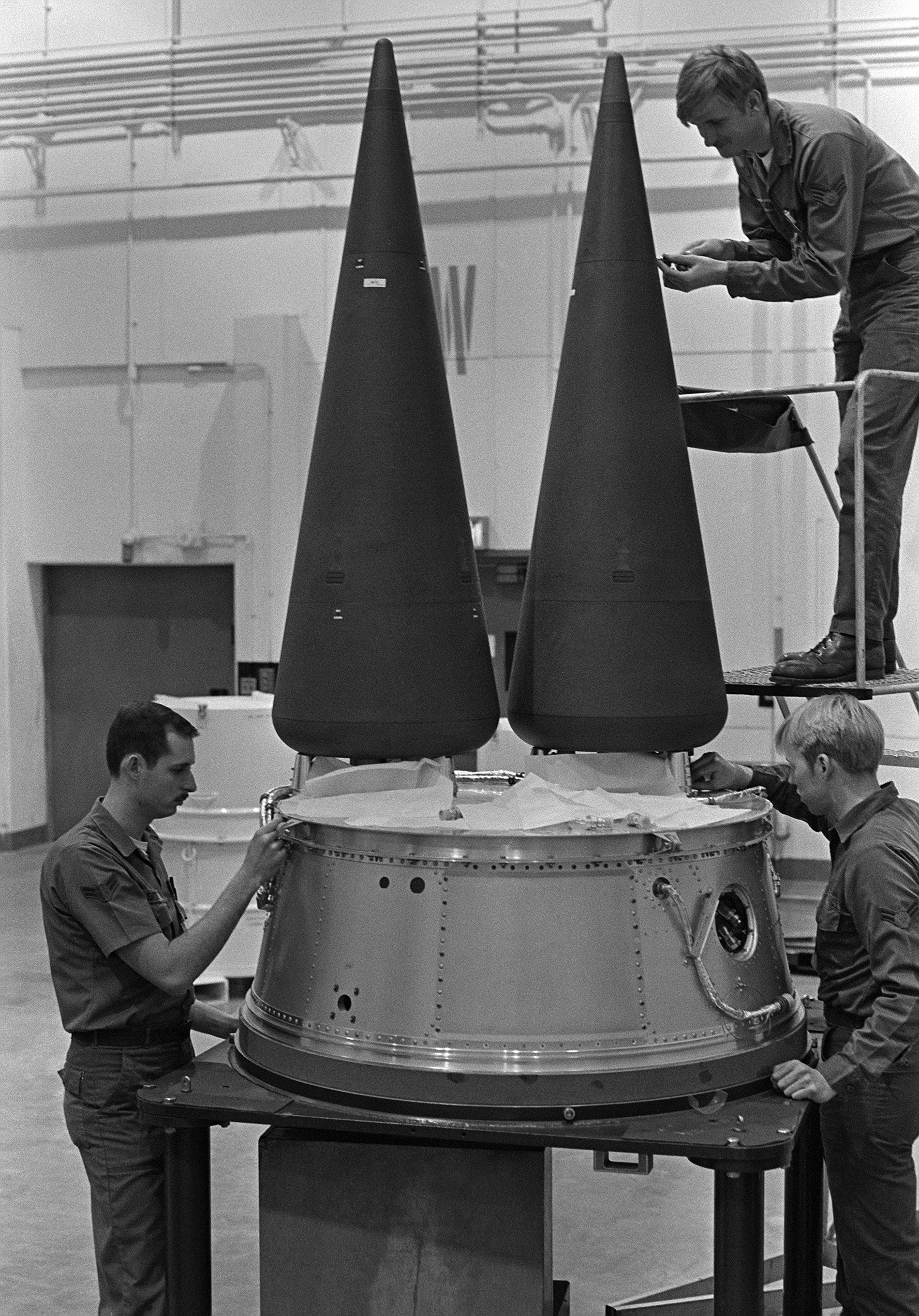
맘스트롬 공군기지에서 LGM-30G 미니트맨 III의 핵탄두를 점검중이다.

1967년 3월 16일 몬태나주에 있는 맘스트롬 공군기지에서 로버트 샐러스는 UFO를 발견했다. 기지 상공에 나타나 노골적으로 선회 비행했으며, 이후 10기의 ICBM이 폐쇄됐다. 그로부터 1주일 뒤 다른 ICBM 기지에서 똑 같은 일이 발생했다고 말했다. 로버트 샐러스는 미국 공군 대위로 전역했다.
2014년 1월, 몬태나주 맘스트롬 기지의 공군 장교 34명이 숙련도 검열에서 휴대전화 문자를 사용한 부정행위를 한 사실이 들통났으며, 최소 11명은 마약을 소지한 혐의를 받았다.
2014년 2월 1일, 척 헤이글 미국 국방장관은 국제안보회의(ISC)가 열린 독일에서 미국 몬태나주 맘스트롬 공군기지로 전화해 최근 제기된 핵미사일 부대 장교의 부정행위를 바로 잡기 위해 노력해달라고 주문했다. 핵미사일 장교 6명과 통화했다. 최근 업무 숙련도 평가시험의 부정으로 90여명이 직무정지됐다.
2016년 9월 5일, 북한이 개량형 노동 미사일 3발을 주일미군 기지를 겨냥해 1000 km가량 떨어진 일본의 배타적경제수역(EEZ)까지 시험발사했다.
2016년 9월 6일, 라오스에서 열린 아세안 정상회의에 참석한 박근혜 대통령과 오바마 대통령이 한미 정상회담을 했다. 동시에 북한에 대한 무력시위로 맘스트롬 공군기지에서 미니트맨 ICBM을 시험발사했다. 1년 365일, 매일 24시간 발사대기 중이다.
13,800 제곱마일(35,741.8359km2)의 면적에 150발의 미니트맨 미사일이 배치되어 있다. 대한민국 면적 100,210km2의 35%에 해당하는 넓은 부지면적이다.
오바마 행정부는 미니트맨3 하나에 탄두를 3개까지 장착했던 이전의 정책을 변경해 미사일 1기당 핵탄두 1기만을 탑재하기로 결정했다. 기지에 있는 150개 안팎의 미사일은 10개 사일로씩 15개 그룹으로 나뉘어 관리된다. 직선거리로 따질 경우 한반도에서 가장 가까운 곳은 맘스트롬이다.
맘스트롬의 제341 미사일 비행단은 공군 준장이 비행단장이며, 제10 미사일 비행대대, 제12 미사일 비행대대, 제490 미사일 비행대대의 3개 비행대대를 거느리고 있다.

## 대한민국
한반도에 핵전쟁이 발발할 경우, 북한 공군기지 1곳, 미국의 맘스트롬 공군기지가 ICBM을 상호 발사할 가능성이 있다.
북한의 ICBM 화성 15호 발사로, 한국에서도 ICBM을 보유해야 한다는 주장이 있었는데, 만약 한 발이라도 비밀리에 배치를 한다면, 한국의 공군기지 1곳도 연관될 것이다. 북한과 멀리 떨어진 곳이며, 경상도는 산업시설이 밀집한 곳이기 때문에, 전라도의 공군기지가 유력한 후보일 수 있다. 한국에는 2개의 한미연합 공군기지가 있는데, 경기도의 오산 공군기지와, 전라도의 군산 공군기지이다. 그러나 한국은 상호 무역량이 많고 교류가 활발한 중국 베이징이나 러시아 모스크바를 핵공격할 ICBM이 필요한지는, 의문이다. 북한을 공격하는데 사거리 10,000 km인 ICBM은 필요가 없다.
다만, 북한도 패트리어트 미사일 보다 고성능이라는 S-300 미사일 방어망을 구축했다고 보도되고 있기 때문에, ICBM을 단거리로 고각 발사하면, 미사일이 너무 고속이어서, S-300이 미사일 방어를 할 수 없다. 2018년 10월, 한국은 북한 화성 14호 ICBM과 거의 똑같은 제원의 한국형발사체 시험발사체를 최초로 시험발사할 계획이다.
2018년 기준으로, 북한이 남한을 스커드 미사일, 노동 미사일, 무수단 미사일로 핵공격할 경우, 한국에 대량배치된 사드, 패트리어트 미사일, 천궁으로 미사일 방어가 충분히 가능하다. 그러나 북한이 화성 14호 ICBM, 화성 15호 ICBM으로 한국과 미국을 핵공격할 경우, 속수무책이다. 현재 미국과 러시아도 ICBM은 방어수단이 없다. 미사일이 마하 20의 속도를 내어, 너무 고속이어서, 탐지 레이다가 실시간으로 매우 정확한 위치를 잡아내지 못한다고 알려져 있다. 우주에서 요격하는 GBI 미사일이 개발중이지만, 아직 명중률이 극도로 낮다고 알려져 있다. 따라서 북한이 화성 14호 ICBM, 화성 15호 ICBM으로 한국과 미국을 선제 핵공격, 즉 제1격을 감행할 경우, 한국과 미국은 오로지 제2격으로 보복핵공격을 하는 방법 밖에 없으며, 북한의 S-300 미사일 방어망을 뚫기 위해서는 한국과 미국은 ICBM을 북한에 발사하여야만, 요격 가능성이 거의 없어서, 가장 신뢰도가 높은 방어책이다.
따라서, 남북한과 미국이 중단거리 핵미사일 전쟁이 아니라, ICBM 핵전쟁을 벌일 경우, 맘스트롬 공군기지와, 한국의 맘스트롬, 북한의 맘스트롬, 이렇게 3개의 공군기지간에 상호 선제파괴, 보복파괴의 핵공격을 할 것으로 예상할 수 있다. 선제 핵공격인 제1격의 핵심 목표는, 적의 산업시설이 아니라, 적의 가장 위협이 되는 ICBM 공군기지 공격이다.
2017년 북한은 화성 14호 ICBM을 2회 단거리 고각 발사했다. 미국이 아니라 남한을 공격할 때 ICBM을 단거리 고각 발사한다. 이를 막을 수 있는 미사일 방어수단은 전세계에 없다. 1차 발사는 39분, 2차 발사는 47분만에 1000 km 떨어진 가상의 남한 도시를 타격했다. 따라서, 한국은 ICBM 탐지용 조기경보레이다로 즉시 탐지를 하여서, 한국의 맘스트롬에서 39분 이내에 ICBM을 맞발사해야만, 한국의 맘스트롬이 선제 핵파괴되기 전에 맞대응 ICBM을 북한에 단거리 고각발사할 수 있다. 한국은 조기경보기, 사드, 그린파인 레이다, 이지스함이 북한의 탄도 미사일 발사를 탐지하지만, 1년 365일 24시간 가동중인 것은 조기경보레이다인 그린파인 레이다 뿐이다. 2대를 도입했지만, 자주 고장이 난다고 하여서, 추가로 2대를 도입할 계획이다. 다른 탐지수단은 전체적인 외교 국방의 위협이 고조될 때, 비상가동 형식으로 단기간 운용될 뿐이다.